# Mount Sneffels
Mount Sneffels ist ein 4312 Meter (14.150 ft) hoher Berg im US-amerikanischen Bundesstaat Colorado. Er befindet sich etwa acht Kilometer westlich der Stadt Ouray im gleichnamigen County im Wildschutzgebiet Mount Sneffels Wilderness der nördlichen San Juan Mountains. Das Gebiet gehört zum Uncompahgre-Nationalforst. Mount Sneffels ist einer der 86 sogenannten „Fourteeners“ der USA, also einer der Berge, die über 14.000 Fuß hoch sind.
Südöstlich unterhalb des Gipfels liegt das Yankee Boy Basin; hier entspringt der Sneffels Creek, der später in den Uncompahgre River mündet.

## Geschichte
Mount Sneffels wurde nach dem isländischen Vulkan Snæfellsjökull benannt, da das Gebiet der Westflanke ein wenig an das Aussehen eines Vulkankraters erinnert.
Von der Dallas-Wasserscheide am Colorado-State-Highway 62 aus gesehen, ist Mount Sneffels heute wohl einer der am meisten fotografierten Berge in Colorado.

## Routen zum Gipfel
Die beiden am häufigsten benutzten Wege zum Gipfel beginnen auf der Südseite des Berges: Die Hauptroute beginnt im Yankee Boy Basin und folgt von hier aus einem Bachbett. Ein weiterer Weg führt vom Blue-Lakes-Pass über einen Gebirgskamm nach oben.